# سلسلة اب
Up series هو سلسلة من الأفلام الوثائقية تم انتاجه عن طريق تلفاز جرينادا للتلفاز المستقل لمتابعة حياة أربعة عشر طفلاً بريطانياً منذ عام 1964، عندما كانوا يبلغون من العمر سبع سنوات. اشتملت هذه السلسلة الوثائقية تسعة أجزاء – ويعرض جزء كل سبع سنوات – وهكذا يتمد إلى 56 عام. وتم بثها جميعها على التلفاز المستقل، ما عدا الجزء السادس تم بثه على هيئة الإذاعة البريطانية الأولى. حصلت الأفلام الفردية والسلسلة إجمالاً على العديد من الأوسمة، الجزء الرابع 28 Up تم اختياره لقائمة روجر إيبرت لأعظم عشرة أفلام في التاريخ.
تم انتقاء الأطفال للبرنامج الأصلي، لتوضح مدى الخلفيات الاقتصادية والاجتماعية في بريطانيا في ذلك الوقت، مع اقتراح صريح أن الطبقة الاجتماعية لكل طفل محددة مسبقاً لمستقبلهم. الدفعة الأولى تم عملها «نسخة لمرة واحدة» من سلسلة جرينادا التلفزيونية، العالم في العمل، تم إخراجه عن طريق الكندي بول ألموند، بمشاركة «الباحث الشاب خريج جامعة كامبريدج من الطبقة الوسطى» مايكل أبتيد، ويتضمن دوره في البرنامج الأولي «البحث في مدارس البلاد عن 14 موضوع مناسب». بشأن البداية، قال أبتيد: كان فيلم بول... لكنه كان أكثر رغبة بعمل فيلم جميل حول أن تكون في السابعة من عمرك، بينما أنا أردت صنع عمل سيء حول هؤلاء الأطفال الذين لديهم كل شيء، والأطفال الآخرين الذين ليس لديهم شيء.
بعد إخراج ألموند للبرنامج الأصلي، استمر المخرج مايكل أبتيد سلسلة متعددة الأجزاء مع دفعة جديدة كل سبع سنوات، لوازم التصوير من هؤلاء الأربعة عشر الذين تم اختيارهم للمشاركة. الهدف من استمرار المسلسل مُحدد في بداية 7 up  كما:«لماذا جمعنا هؤلاء سوياً؟ لأننا أردنا نظرة خاطفة عن إنجلترا في عام 2000. زعيم النقابة ومدير الأعمال لعام 2000 يبلغون من العمر سبع سنوات». أحدث دفعة، التاسعة، بعنوان 63 up ، والعرض الأول كان في المملكة المتحدة على التلفاز المستقل في 4 حزيران عام 2019. ورد أن أبتيد قال «أتمنى أن أقوم ب 84 up  عندما أصبح في عمر 99 عام.» حلقة خاصة تضم جماهير المشاهير من السلسلة، بعنوان 7 Up & Me تم عرضها على التلفاز الحر في 3 حزيران عام 2019.
الإنتاج
الفيلم الأول في السلسلة، !(seven up (1964، تم إخراجه بواسطة عن طريق بول ألموند، بتفويض من تلفاز جرينادا كبرنامج في سلسلة العالم في العمل. من 7 plus seven فصاعداً تم إخراج الأفلام عن طريق مايكل أبتيد، الذي كان باحثاً في seven up! وشارك في العثور على الأطفال الأصليين، مع جوردون ماكدوغال. مقدمة الفيلم تم أخذها من الشعار اليسوعيين «امنحني الطفل حتى يبلغ السابعة وسأمنحك رجل». برنامج 1998 تم تفويضه من قبل هيئة الإذاعة البريطانية الأولى،  بينما لا يزال انتاجه لهم من قبل جرينادا.
المشاركين
تتم مشاهدة الأشياء لأول مرة في زيارة جماعية لحديقة حيوان لندن في عام 1964، حيث أعلن الراوي«نحن أحضرنا هؤلاء الأطفال العشرين معأ للمرة الأولى.» ثم تتبع السلسلة 14 طفلاً: روس بالدن، جاكي باسيت، سيمون باسترفيلد، أندرو براكفيلد، جون بريسبي، بيتر ديفيز، سوزان ديفيس، تشارلز فورانو، نيكولاس هيتشون، نيل هيوز، لين جونسون، بول كليجرمان، سوزان لوسك وتوني والكر.
تم اختيار المشاركين كي يمثلو طبقات مجتمعية مختلفة في المملكة المتحدة عام 1960، ويبين مايكل ابتيد في تعليق صوتي لحلقة 42 من مسلسل Up أنه طلب منه إيجاد أطفال بحالات مستعصية؛ لأن البرنامج لم تكن بالأصل فكرته أن يكن ذا حلقات متكررة، ولم يُوقع عقد طويل المدى مع المشاركين. [التوثيق مطلوب هنا]، ووفقا لآبتيد، فإن المشاركين في البرامج التالية بعد Seven Up قد دُفع لهم مبلغاً من المال على ظهورهم في كل فيلم وعلى حصص متساوية من الجوائز التي فاز بها الفيلم، ويأخذ تصوير كل برنامج حوالي يومان كما تأخذ المقابلة أكثر من ست ساعات.
وفي مقابلة مع ويل جومبيرتز من قناة بي بي سي قبل اذاعة الحلقة 56 من  Up بوقت قصير، صرح آبتيد بأن اختيار أربعة فتيات مشاركات بالبرنامج كان قراراً ضعيفاً وغير صائب.